# Salvia costaricensis
Salvia costaricensis là một loài thực vật có hoa trong họ Hoa môi. Loài này được Oerst. miêu tả khoa học đầu tiên năm 1853.